# Foster (Rhode Island)
Foster es un pueblo ubicado en el condado de Providence, en el estado estadounidense de Rhode Island. En el año 2000 tenía una población de 4,274 habitantes y una densidad poblacional de 32 personas por km².

## Geografía
Foster se encuentra ubicado en las coordenadas 41°51′13″N 71°45′29″O / 41.85361, -71.75806. Según la Oficina del Censo, la ciudad tiene un área total de 134,3 km² (51,9 mi²), de la cual 132,5 km² (51,2 mi²) es tierra y 1,9 km² (0,7 mi²) (1.41%) es agua.

## Demografía
Según la Oficina del Censo en 2000 los ingresos medios por hogar en la localidad eran de $59,673, y los ingresos medios por familia eran $63,657. Los hombres tenían unos ingresos medios de $39,808 frente a los $30,632 para las mujeres. La renta per cápita para la localidad era de $22,148. Alrededor del 3.4% de la población estaban por debajo del umbral de pobreza.

## Personajes ilustres
- Nelson Wilmarth Aldrich (1841-1915) banquero y senador de los Estados Unidos, nacido en Foster.